# Creccoides osbornii
Creccoides osbornii ist eine fossile Vogelart aus dem Altpleistozän Nordamerikas. Sie ist die einzige Vertreterin der Gattung Creccoides. Die Art ist nur vom proximalen Ende des linken Tarsometatarsus bekannt, bei dem der Hypotarsus fehlt. Das Knochenfragment wurde vom Geologen William Fletcher Cummins, einem Angestellten von Edward Drinker Cope, im Blanco Canyon im Crosby County in Texas gefunden und 1892 von Robert Wilson Shufeldt junior beschrieben. Shufeldt gab eine detaillierte Beschreibung des Knochenfragments, lieferte jedoch keine Zeichnung. Er vermutete, dass dieser Vogel größer als der Rallenkranich und ein rallenähnlicher Watvogel gewesen sein müsste. Creccoides osbornii wurde lange den Rallen zugeordnet. Bei einer Betrachtung dieser Art im Jahre 1977 meldete Storrs Lovejoy Olson jedoch Zweifel an dieser Klassifizierung an. Mit dem Hinweis, dass sich Shufeldt bei der Zuordnung von fossilen Vogelarten schon häufig geirrt hätte, argumentierte Olson, dass dieses Knochenfragment vermutlich gar keine Rallenart repräsentiert. Zuvor hatte Olson einige Jahre vergeblich versucht, das Knochenfragment zu finden, da es in keinem der großen Museumskataloge in den Vereinigten Staaten, darunter AMNH, USNM, YPM, ANSP, New York State Museum und University of Texas, verzeichnet war.

## Etymologie
Das Artepitheton bezieht sich auf den Paläontologen Henry Fairfield Osborn vom American Museum of Natural History. Der Gattungsname leitet sich von den griechischen Wörtern Krex (für Wachtelkönig) und oides (für Ähnlichkeit) ab.